# 한국꼬리치레도롱뇽
한국꼬리치레도롱뇽(학명: Onychodactylus koreanus)은 도롱뇽의 일종이다. 한국의 고유종이다.

## 생태
고산지대의 산간 계곡에 서식하며 난생이다. 몸길이는 수컷이 17-18cm, 암컷이 18-19cm이다. 등쪽의 바탕색은 누런빛을 띤 갈색이다. 정수리에서 꼬리 끝까지 암갈색의 점무늬가 조밀하게 연속되어 나 있다. 배쪽은 점무늬가 없고 등쪽보다 빛깔이 연하다. 머리는 달걀 모양으로 대체로 작고 편평하다. 주둥이 끝은 둥글고, 눈은 많이 돌출해 있다. 피부는 매끈하며, 등면의 중앙에 1개의 세로홈이 있다. 허파는 없다. 이 종은 외형상 꼬리가 길고 황갈색의 등면 전체에 암갈색의 점무늬가 산재되어 있어 도롱뇽속의 3종과는 잘 구별된다. 서구개치열 또한 활 모양이라서 V자 모양인 도롱뇽속의 종들과 뚜렷한 차이를 보인다. 주로 바위틈이나 나무뿌리 주변 습지에 서식한다. 강원도, 충청남도, 전라북도, 전라남도 등에 분포한다.